# Young Adult (Film)
Young Adult ist eine US-amerikanische Filmkomödie aus dem Jahr 2011. Die Regie führte Jason Reitman, das Drehbuch schrieb Diablo Cody. Der Film erzählt die Geschichte von Mavis Gary, die nach ihrer Scheidung und dem abnehmenden Erfolg als Autorin in die Provinzstadt, in der sie aufwuchs, zurückkehrt, um ihre alte Highschool-Liebe Buddy Slade, der gerade Vater geworden ist, zurückzugewinnen. Young Adult hatte am 9. Dezember 2011 in den USA Premiere und wurde am 14. Februar 2012 auf der 62. Berlinale in der Sektion Berlinale Spezial gezeigt.

## Handlung
Mavis Gary ist Mitte 30, lebt in Minneapolis und arbeitet als Autorin von Jugendbüchern, deren Serie jedoch vom Verlag bald eingestellt wird. Sie ist frisch geschieden und weiß nicht genau, was sie mit ihrem Leben anfangen soll. Als sie eine E-Mail von ihrem Ex-Freund Buddy Slade bekommt, in der sie von der Geburt seiner Tochter erfährt, stürzt sie in eine Lebenskrise. Sie beschließt in die Kleinstadt Mercury (Minnesota) zurückzukehren, in der sie aufgewachsen ist und der sie nach ihrer Schulzeit den Rücken gekehrt hat.
Sie fährt mit dem Auto zurück, während sie ein altes Mixtape hört, das Buddy ihr als Zeichen seiner Liebe geschenkt hat. Sie mietet sich in einem Hotel ein, anstatt bei ihren Eltern zu wohnen, und vereinbart mit Buddy, den sie zurückerobern möchte, ein Treffen für den nächsten Tag. Am Abend geht Mavis in einer Bar etwas trinken, wo sie Matt Freehauf wiedertrifft, der in der High School seinen Spind neben ihrem hatte. Er wurde im letzten Jahr an der Schule verprügelt, weil er als schwul galt, muss immer noch mit einer Krücke laufen und hat einen verletzten Penis. Ihm gesteht Mavis ihre Absichten, von denen Matt sie abzubringen versucht.
Am nächsten Abend ist Mavis stark geschminkt und trägt ein tief ausgeschnittenes Kleid, als sie ihren Ex-Freund trifft. Die beiden erinnern sich an die gemeinsame Zeit, und Buddy Slade lädt sie zu sich nach Hause und zu einem Konzert der Band seiner Frau ein. Danach fährt Mavis zu Matt Freehauf und trinkt mit diesem selbstgebrannten Bourbon. Gemeinsam fahren sie zu Buddys Haus, und Mavis erzählt Matt, dass sie überzeugt ist, Buddy sei in seiner Ehe und als Vater unglücklich und sie hätte gute Chancen, ihn für sich zu gewinnen.
Am nächsten Abend sieht sie den Auftritt der Band Nipple Confusion und fährt im Anschluss Buddy nach Hause, weil seine Frau Beth noch mit den anderen Müttern aus der Band feiern möchte. Vor dem Haus küsst Mavis Buddy, die beiden werden aber vom Babysitter gestört. Mavis interpretiert diesen Kuss als Zeichen, dass sie auf dem richtigen Weg ist. Auf der Straße trifft sie ihre Mutter, die sie mit nach Hause nimmt. In ihrem alten Zimmer zieht sie eine Sportlerjacke aus Buddys Schulzeit an und trifft sich dann mit Matt im Wald hinter der Schule. Dort wirft sie ihm vor, nicht erwachsen zu werden, während er ihr genau dies vorhält.
Buddy lädt Mavis auf Drängen seiner Frau, die Mitleid mit Mavis hat, zur Namensgebungs-Party seiner Tochter ein. Dort versucht Mavis ihn zu überzeugen, sich für sie zu entscheiden, Buddy weist dies jedoch zurück. Während er das Schlagzeug, das er seiner Frau schenken möchte, in der Garage vorbereitet, gesteht Mavis der versammelten Gesellschaft, dass sie Buddy zurückerobern wollte und dass sie im Alter von 20 Jahren von ihm schwanger war, aber das Kind nach drei Monaten verlor. In diesem Moment öffnet Buddy das Garagentor und präsentiert nichtsahnend seiner Frau das Schlagzeug. Mavis verlässt die Feier.
Sie fährt zu Matt Freehauf und hat Sex mit ihm. Am nächsten Morgen redet sie mit dessen Schwester, die Mavis überzeugt, dass sie in die Großstadt gehöre und ein beneidenswertes Leben führe. Danach fährt Mavis nach Minneapolis zurück.

## Hintergrund
Jason Reitman arbeitete für Young Adult nach Juno aus dem Jahr 2007 zum zweiten Mal mit der Drehbuchautorin Diablo Cody zusammen. Gedreht wurde der Film zwischen dem 11. Oktober 2010 und dem 23. November 2010, produziert zwischen dem 6. September 2010 und 30. April 2011. Produziert wurde die Komödie von Paramount Pictures, Denver and Delilah Productions, Indian Paintbrush, Mandate Pictures, Mr. Mudd und Right of Way Films. Sie hatte ein Budget von zwölf Millionen Dollar, am Startwochenende in den Vereinigten Staaten erlöste sie 310.263 Dollar. Insgesamt spielte Young Adult über 16 Millionen Dollar ein.

## Kritiken
Young Adult erhielt überwiegend positive Kritiken. A. O. Scott rezensierte den Film für die New York Times und kam zu dem Urteil, der Film verstecke „seinen brillanten, tüchtigen und atemberaubend zynischen Kern hinter der oberflächlichen Langweiligkeit professioneller Comedy.“ („‚Young Adult‘ shrouds its brilliant, brave and breathtakingly cynical heart in the superficial blandness of commercial comedy.“) Er lobte das Gespür für die Identität der Generation, die der Film zu porträtieren suche. Young Adult spiele zwar mit den Erwartungen an eine romantische Komödie, „aber gleichzeitig werden die bekannten Normen moderner Filmkomödie auf eine Art durcheinandergebracht und umgestoßen, die verwirrend, amüsant, erschreckend und letztlich überraschend ist.“ („[b]ut at the same time, the established codes of modern movie comedy are scrambled and subverted in ways that are puzzling, amusing, horrifying and ultimately astonishing.“) Scott kam zu dem Schluss, dass der Film Sympathie für Mavis erzeuge, und zwar nicht, indem er ihre Handlungen rechtfertige, sondern indem er sie ehrlich behandle.
Roger Ebert, der den Film für die Chicago Sun-Times beurteilte, sah vor allem in Patton Oswalt einen Grund für den Erfolg des Films, da sein Charakter Matt mit seiner Menschlichkeit und Ehrlichkeit gegenüber Mavis eine wichtige Funktion für den Zuschauer einnehme. Er kommt zu dem Schluss: „Als ich die Vorführung von Young Adult verließ, waren meine Gedanken durcheinander. […] Durch die Figur der Mavis ist „Young Adult“ nicht ganz leicht zu verarbeiten. Während mir das durch den Kopf ging, wurde mir klar, was für eine unerschrockene Charakterstudie der Film darstellt. Dass er manchmal auch komisch ist, schadet nicht.“ („After I left the screening of „Young Adult,“ my thoughts were mixed. […] The character of Mavis makes „Young Adult“ tricky to process. As I absorbed it, I realized what a fearless character study it is. That sometimes it’s funny doesn’t hurt.“) Das Lob für die Leistung von Oswalt teilte auch Peter Travers vom Rolling Stone.

## Auszeichnungen
Charlize Theron war für ihre Darstellung der Mavis in Young Adult bei den Golden Globe Awards 2012 in der Kategorie Beste Hauptdarstellerin – Komödie oder Musical nominiert. Die Los Angeles Film Critics Association verlieh Patton Oswalt den zweiten Platz als besten Nebendarsteller. Diablo Cody war bei der Writers Guild of America für ihr Drehbuch nominiert.